# Fundația Gojdu
Fundația Emanuil Gojdu a fost instituită prin testamentul pe care Emanuil Gojdu l-a autentificat la Budapesta la 4 noiembrie 1869. Fundația oferea burse de studii românilor ortodocși din Transilvania și Ungaria ("acelei părți a națiunii române din Ungaria și Transilvania care se ține de religia răsăriteană ortodoxă").

## Istoric
"Fondațiunea lui Gojdu" (cum este menționată în Testament) a fost înființată în 1870 de către Andrei Șaguna, fiind condusă de "Reprezentanța Fundației Gojdu" care urma să administreze averea - patrimoniul - fundației. 
Averea era constituită din:
- bunuri imobile: - un complex arhitectonic compus din opt edificii cu câte patru nivele, șapte dintre ele situate în lanț continuu, legate printr-un lung pasaj, toate situate în centrul Budapestei - străzile Király, Dob și Holló - pe frontispiciul clădirii principale fiind pusă inscripția "Gozsdu udvar" ("Curtea Gojdu").
- valori bancare (sume de bani depuse în bănci, 2.306 acțiuni diverse, titluri de împrumuturi publice și acțiuni depozitate la Băncile "Pesti Hazai Első Takarekpenztár" și "Hazai Bank" din Budapesta.
- obiecte de valoare.

Valoarea inițială (1870 a patrimoniului Fundației Gojdu era de 178.000 florini, fiind estimată, în 1917, la 8.000.000 de coroane.

## Mecanismul financiar al Fundației
Pentru a evita diminuarea valorii patrimoniului, Emanuil Gojdu a stipulat în testament condiția capitalizării anuale a unei părți a dobânzilor cuvenite și a stabilit o proporție între existent și rata anuală a dobânzilor destinate cheltuielilor pentru burse și alte ajutoare date tinerilor români ortodocși, care să susțină dezvoltarea patrimoniului Fundației. Astfel, a stabilit perioade de câte 50 de ani în privința proporției dintre capitalizarea dobânzilor și cheltuielile prin burse, după cum urmează: 
- 1870-1920
- 1920-1970
- 1970-2020
- 2020-2070

În acest fel, Gojdu a exprimat valabilitatea obligatorie a testamentului său cel puțin până în anul 2070, fără a prevede lichidarea lui în acel an. Totodată era prevăzută interzicerea vânzării surselor productive ale patrimoniului, precum și transpunerea sa în bani până în anul 2070, conservându-l astfel ca sursă productivă pentru cei 200 de ani de activitate.

## Activitatea Fundației

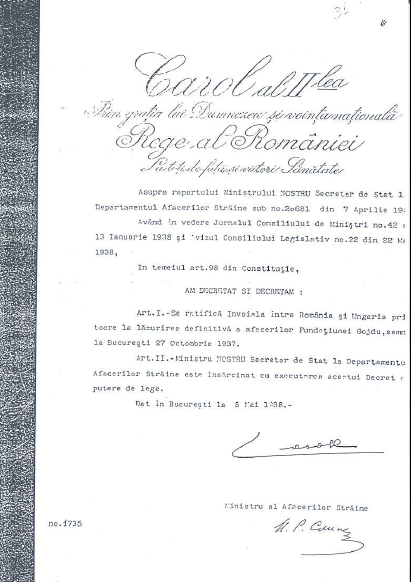
Acordul româno-maghiar privind afacerea Gojdu, 1937

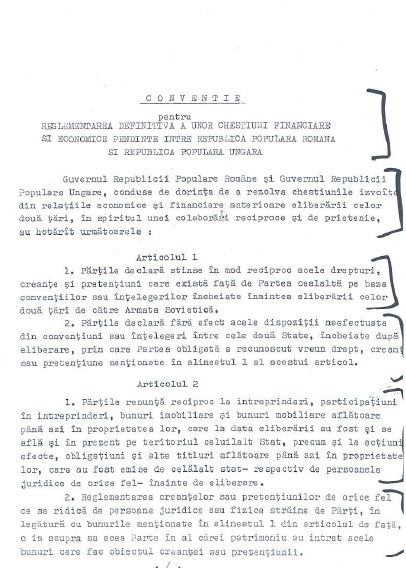
Convenţia româno-maghiară din 1953

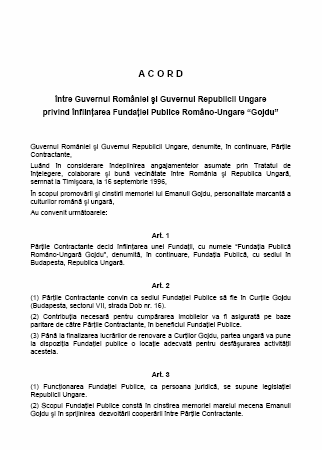
Acordul româno-maghiar privind înfiinţarea Fundaţiei Publice Româno-Maghiară Emanuil Gojdu, 2005

La 14/19 august 1880, au fost adoptate Statutele Fundațiunii lui Gojdu, care reprezentau, alături de Testamentul din 4 noiembrie 1869, documentele juridice care reglementau activitatea Fundației. 
Conform Testamentului, din Reprezentanța  Fundației făceau parte mitropolitul ortodox român al Ardealului și toți episcopii ortodocși români din Ungaria și Transilvania, alături de "încă trei bărbați civili".
În primul an de funcționare (1871) au fost acordate patru burse, iar din anul următor peste 100.În anul școlar 1898-1899 s-au acordat 127 de burse. În cei 48 de ani de activitate, Fundația Gojdu a acordat 4.455 de burse de studii și 928 de ajutoare financiare tinerilor români ortodocși din Ungaria și Transilvania.

## Bursieri celebri
- Victor Babeș
- Octavian Goga
- Ioan Lupaș
- Traian Vuia
- Constantin Daicoviciu
- Aron Cotruș etc.

După anul 1920, patrimoniul Fundației Gojdu a rămas aproape în întregime în Ungaria, Reprezentanța Fundației funcționând la Sibiu, grupată în jurul Mitropolitului Ardealului (președintele de jure), iar "Administrația Fundației" la Budapesta (str. Holló, nr. 8, în complexul de clădiri al Curții Gojdu). 
Beneficiarii testamentari ai Fundației Gojdu devin, din acest moment, tinerii studioși români ortodocși din România (fostele provincii Transilvania, Banat și părțile vestice), Ungaria, Serbia și Slovacia. În consecință, Reprezentanța din Sibiu și Mitropolia Ortodoxă a Transilvaniei au solicitat Guvernului României să poarte negocieri cu Guvernul Ungariei pentru a asigura astfel funcționarea prevederilor testamentare privind patrimoniul Fundației Gojdu. 
Conform art. 249 al Tratatului de Pace de la Trianon din 1920, Ungaria avea obligația de a restitui patrimoniul Fundației titularilor.
În urma negocierilor purtate între 1924 și 1934, la 27 octombrie 1937 a fost semnat acordul dintre România și Ungaria privind restituirea patrimoniului Fundației. Acordul definitiv din 1937 a fost ratificat de România în 1938 și de Ungaria la 20 iunie 1940.
Datorită izbucnirii celui de-al doilea război mondial, acordul bilateral nu a mai fost aplicat, iar patrimoniul Fundației Gojdu a fost naționalizat de Guvernul comunist din Ungaria în 1952. Astfel, activitatea Fundației a fost întreruptă atât în România, cît și în Ungaria.
În 1996, din inițiativa ierarhilor otodocși din Mitropolia Ardealului și Mitropolia Banatului (instituțiile împuternicite să gestioneze activitatea și patrimoniul) și cu sprijinul Mitropolitului Antonie Plămădeală, Fundația Gojdu și-a reluat activitatea, având sediul la Sibiu, str. Nicolae Bălcescu, nr. 36.

## Negocierile bilaterale și Guvernul Tăriceanu
Între 1998 și 2004 s-au purtat discuții între guvernul României și cel al Ungariei, încercându-se restituirea patrimoniului Fundației Gojdu. În octombrie 2005 prim-ministrul Tăriceanu și ministrul de externe Mihai Răzvan Ungureanu, semnează cu guvernul maghiar un controversat acord care prevedea înființarea - conform legislației ungare - a unei fundați publice româno-ungare „Gojdu”.
Criticii acestuia acord - promovat legislativ printr-o ordonanță, au susținut ideea că prin adoptarea acesteia România s-ar afla în situția în care practic ar ceda gratuit patrimoniul "Fundației Gojdu", în favoarea statului maghiar. Pe acest fond proiectul de hotărâre privind adoptarea ordonanței Gojdu a fost respins atât de către Parlament cât și de Președinția României.

## Documente
- Acordul dintre România și Ungaria privind afacerea Gojdu, 1937 (.pdf)
- Convenția româno-maghiară 1953 (.pdf)
- Acordul româno-maghiar privind înființarea Fundației Publice Româno-Maghiare Emanuil Gojdu, 2005 (.pdf)
- Etapele negocierii privind Fundația Gojdu